# Ida Marko-Varga
Ida Marko-Varga, née Mattsson, le 10 mars 1985 à Staffanstorp, est une nageuse suédoise participant aux épreuves de nage libre. Elle est deux fois médaillée en relais aux Championnats du monde en petit bassin et à trois reprises aux Championnats d'Europe. Elle compte trois sélections pour les Jeux olympiques, aux éditions 2004, 2008 et 2012.

## Palmarès

### Championnats du monde
Petit bassin
- Championnats du monde 2004 à Indianapolis ( États-Unis) :
  -  Médaille de bronze du relais 4 × 200 m nage libre.
- Championnats du monde 2006 à Shanghai ( Chine) :
  -  Médaille de bronze du relais 4 × 100 m nage libre.

### Championnats d'Europe
Grand bassin
- Championnats d'Europe 2002 à Berlin ( Allemagne) :
  -  Médaille de bronze du relais 4 × 200 m nage libre.
- Championnats d'Europe 2008 à Eindhoven ( Pays-Bas) :
  -  Médaille de bronze du relais 4 × 100 m nage libre.
- Championnats d'Europe 2012 à Debrecen ( Hongrie) :
  -  Médaille d'argent au titre du relais 4 × 100 m nage libre.
- Championnats d'Europe 2016 à Londres ( Royaume-Uni) :
  -  Médaille de bronze du relais 4 × 100 m nage libre.